# Afropavo congensis
El pavo del Congo o pavo real del Congo (Afropavo congensis) es una especie de ave galliforme de la familia Phasianidae, la única del género Afropavo. Se conoce poco sobre esta especie; fue descrita en 1936 por Dr.James Chapin basándose en dos especímenes llegados al Museo Real de África Central en Bélgica. Tiene características de los pavos reales y las gallinas de guinea de la familia Numididae, puede indicar que el pavo real del Congo es un eslabón entre las dos familias. No se reconocen subespecies.

## Características
El macho es grande, de 70 cm de largo, y es de color azul con brillo verde metálico y violeta. Tiene el cuello rojo desnudo, cola negra de catorce rectrices y una larga cresta blanca. La hembra es de color castaño con el abdomen negro, parte posterior verde metálico y la cresta corta y color castaño.

## Taxonomía

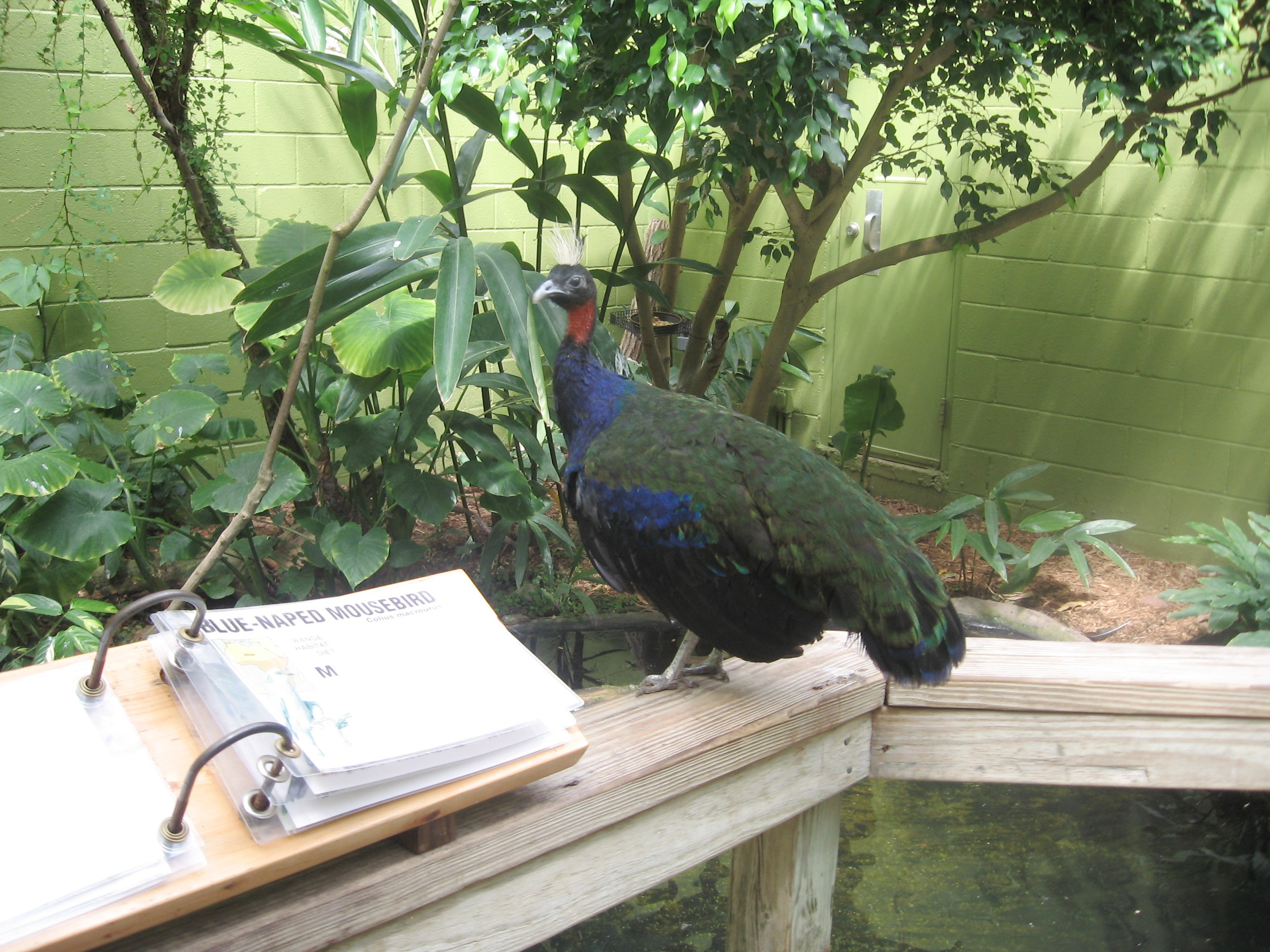
Macho en el zoológico de Oklahoma City.

### Descripción
El género y la especie fueron descritos en 1936 por el ornitólogo James Chapin en su obra Aves del Congo Belga. 

### Etimología

#### Género
El nombre del género, Afropavo, está compuesto por los elementos afro- y -pavo, y se refiere a él como un pavo real de África. 

#### Especie
El epíteto, congensis, se refiere a la región donde se encuentra.

## Historia natural
Es endémica del bosque de las tierras bajas de la cuenca del río Congo, en la República Democrática del Congo. La dieta consiste principalmente en frutas e invertebrados. El macho es monógamo.
Ha desaparecido de algunas áreas y se evalúa como especie vulnerable en la Lista Roja de la IUCN.

## Amenazas
El pavo real del Congo está amenazado por la pérdida de hábitat causada por la minería, la agricultura migratoria y la tala.